# Milda
Milda ist eine Gemeinde im Südwesten des Saale-Holzland-Kreises und ein Teil der Verwaltungsgemeinschaft Südliches Saaletal. Zur Gemeinde Milda gehören Milda, Zimmritz, Dürrengleina, Kleinkröbitz und Großkröbitz, Rodias und Plinz.

## Geographie
Milda ist der zweitwestlichste Ort im Saale-Holzland-Kreis. Bis zur Kreisstadt Eisenberg sind es allein 30 Kilometer Luftlinie. Die Gemarkung liegt auf einer leicht kupierten Hochebene auf Muschelkalk. Die Ackerstandorte sind meist grundwasserfern. Im Gemeindegebiet liegt die Wüstung Zettelwitz.

## Geschichte

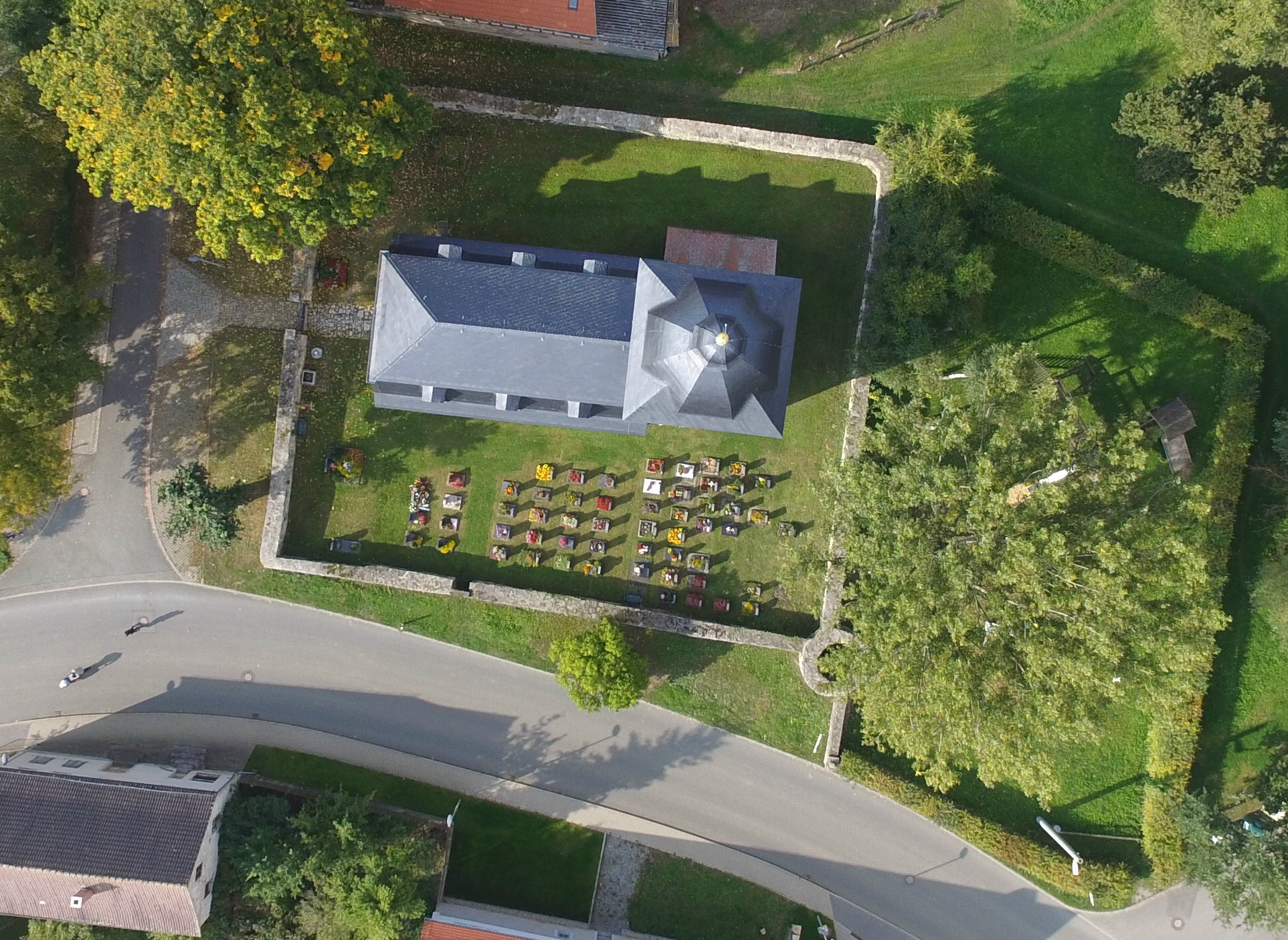
Kirchhof von oben

Der Ortsname ist wahrscheinlich darauf zurückzuführen, dass das Dorf zwar auf der Hochfläche, aber in einer Mulde im Quellgebiet der Leutra liegt. Damit wäre er germanischen Ursprungs.
Der romantische Leutragraben zieht sich vom Ort bis zur ehemaligen Autobahn A4 (Abschnitt Jena-Göschwitz – Schorba). Ab hier verlief die Autobahn bis Maua parallel zur Leutra. Seit Inbetriebnahme des Jagdbergtunnels wird dieser Abschnitt derzeit wieder renaturiert. In Maua mündet die Leutra in die Saale.
Urkundliche Erwähnungen fand der Ort unter den Namen Immelden (um 1070), Muldau oder Muldauw (um 1200), Mylda (1534), Mülda (1750), Milda (1761).
Der Ort war möglicherweise sorbisch bzw. slawisch besiedelt, darauf deuten in der Umgebung der Ortsname Schorba und zahlreiche auf –itz endende Siedlungsnamen sowie ein 1932 entdecktes slawisches Grab.
Der Ort war ein Rundling mit nur einem Eingang zwischen Kirche und Pfarrhaus. Milda gehörte als Exklave zur Oberherrschaft Kranichfeld, die wechselnde Eigentümer hatte (zu Gotha ab 1663, zu Meiningen ab 1826) und war so ganz von Weimarer bzw. Altenburger Gebiet umgeben.
Ein Ausbruch der Pest forderte 1564 99 Tote, dies entsprach etwa der Hälfte der Einwohner. Im Dreißigjährigen Krieg kam es am 6. Mai 1639 zu einer Auseinandersetzung der Bauern mit den Schweden, daher rührt der Flurname „Mordgraben“ südlich des Ortes. Am 10. September 1793 vernichtete ein Brand fast das gesamte Dorf.
Im April 1945 wurde der Ort von der US Army befreit, die Anfang Juli 1945 von der Roten Armee abgelöst wurde. Ab 1952 wurde die Landwirtschaft in dem bisherigen Bauerndorf zwangsweise kollektiviert.

## Einwohnerentwicklung
1693 hatte Milda 232 Einwohner, darunter einige Träger des seltenen Namens Kornarius, Nachkommen des Gelehrten Janus Cornarius, der 1558 im nahen Jena starb.
| Jahr      | 1728 | 1843 | 1895 | 1910 | 1936 |
| Einwohner | 218  | 231  | 289  | 303  | 282  |

Die Einwohnerentwicklung von Milda ist in der folgenden Tabelle dargestellt:
| Jahr       | Einwohner |
| ---------- | --------- |
| 31.12.1994 | 726       |
| 31.12.1995 | 759       |
| 31.12.1996 | 784       |
| 31.12.1997 | 806       |
| 31.12.1998 | 840       |
| 31.12.1999 | 856       |
| 31.12.2000 | 836       |
| 31.12.2001 | 820       |
| 31.12.2002 | 828       |
| 31.12.2003 | 830       |

| Jahr       | Einwohner |
| ---------- | --------- |
| 31.12.2004 | 813       |
| 31.12.2005 | 828       |
| 31.12.2006 | 828       |
| 31.12.2007 | 822       |
| 31.12.2008 | 812       |
| 31.12.2009 | 805       |
| 31.12.2010 | 810       |
| 31.12.2011 | 779       |
| 31.12.2012 | 770       |
| 31.12.2013 | 773       |

| Jahr       | Einwohner |
| ---------- | --------- |
| 31.12.2014 | 716       |
| 31.12.2015 | 748       |
| 31.12.2016 | 727       |
| 31.12.2017 | 728       |
| 31.12.2018 | 739       |
| 31.12.2019 | 742       |
| 31.12.2020 | 726       |
| 31.12.2021 | 722       |
| 31.12.2022 | 725       |

## Politik

### Gemeinderat
Der Gemeinderat besteht aus acht Mitgliedern. Seit der Kommunalwahl am 26. Mai 2019 verteilen sich die Sitze wie folgt (in Klammern der jeweilige Stimmenanteil):
- CDU: 5 Sitze (50,7 %)
- Feuerwehrverein Milda: 2 Sitze (31,8 %)
- Wählergemeinschaft Bauernverband: 1 Sitz (17,4 %)

### Bürgermeister
Aus den Wahlen der vergangenen Jahre gingen als gewählte Bürgermeister hervor:
- 12. Juni 1994: Silvia Voigt (CDU) mit 82,3 %
- 13. Juni 1999: Roland Dick (CDU) mit 40,0 %
- 27. Juni 2004: Albert Helmut Weiler (CDU) mit 47,6 %
- 6. Juni 2010: Albert Helmut Weiler (CDU) mit 99,5 %
- 5. Juni 2016: Albert Helmut Weiler (CDU) mit 98,1 %
- 12. Juni 2022: Albert Helmut Weiler (CDU) mit 87,0 %

### Wappen
Wappenbeschreibung: „Gespalten von Gold und Grün; vorn ein grüner Laubbaum, hinten ein goldener Kranich.“

## Sehenswürdigkeiten

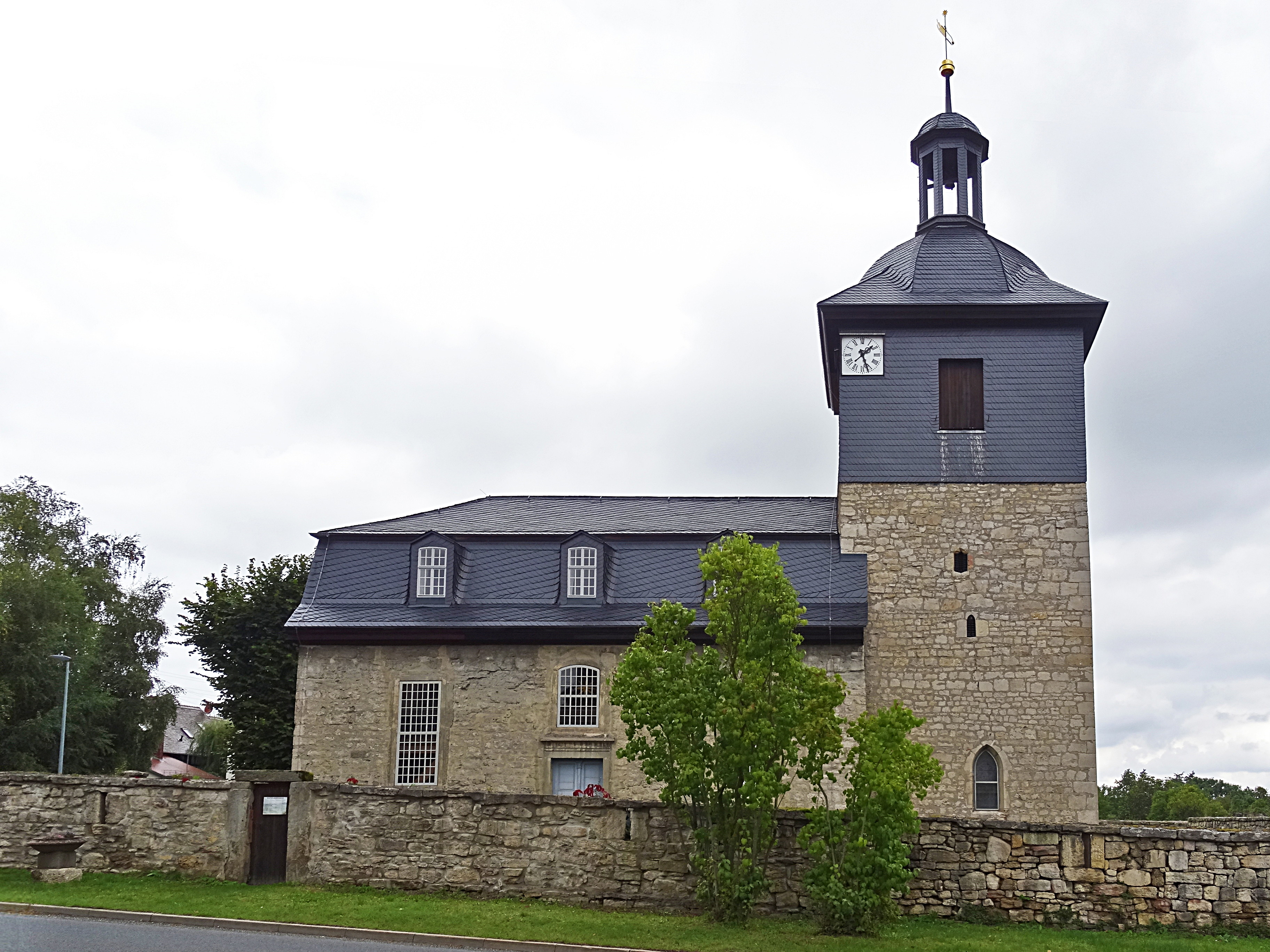
Dorfkirche St. Jakob (2021)

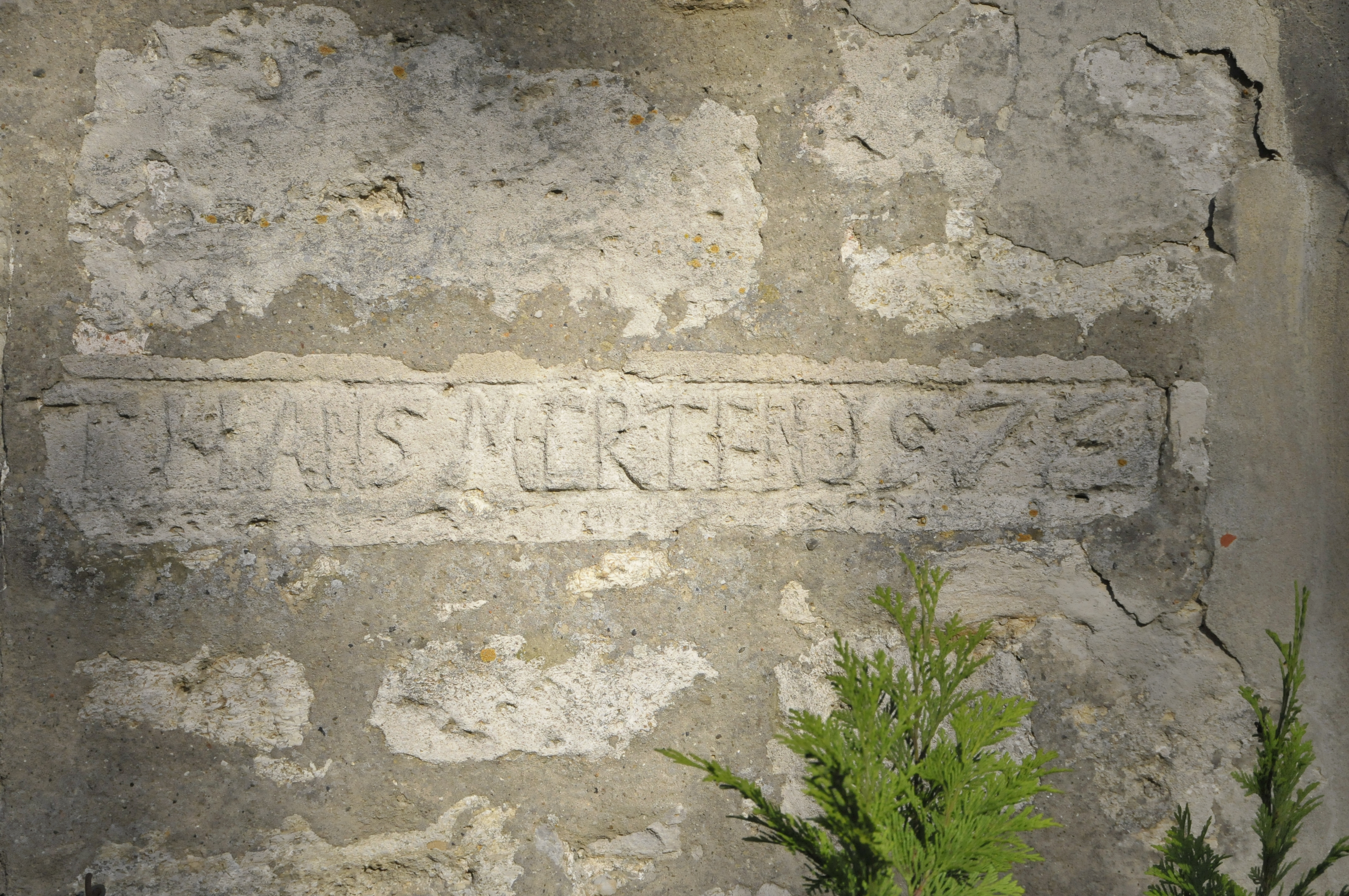
Merten-Mauerstein

- Ältestes Haus ist das Pfarrhaus (Lage→) von 1555, das als einziges (neben fünf Scheunen) den Brand vom 1793 überstand, es befand sich jedoch in einem recht schlechten Zustand. In den Jahren 2016 und 2017 wurde das Pfarrhaus saniert, die Räume werden nun teilweise vom örtlichen Kindergarten genutzt.
- Die dem Hl. Jakob geweihte St. Jakobus-Kirche wurde nach dem Brand 1793 an der Stelle des Vorgängerbaues unter Erhaltung von dessen Mauern ab 1794 errichtet, die Weihe war am 1. Advent 1796. Die Kirche war als Wehrkirche angelegt, der Kirchhof von starken Mauern mit vier Ecktürmen umgeben. Der südöstliche Turmstumpf und ein großer Teil der 0,90 m dicken und bis drei Meter hohen Mauer mit gepaarten Schießscharten, die ein Schießen über Kreuz ermöglichten, ist erhalten. Die Kirchhofsbefestigung schloss an ein altes Dorftor an. Das Geläut umfasste ursprünglich drei Glocken der Gebr. Ulrich aus Apolda (1796). Die zwei größeren Glocken mussten im Ersten Weltkrieg abgegeben werden. In den 1920er Jahren wurden zwei neue Glocken angeschafft, die im Zweiten Weltkrieg abermals abgegeben werden mussten. Erst 2017 wurden nach einer Spendenaktion die fehlenden zwei Glocken nach dem historischen Vorbild ersetzt (Guss am 7. Juli 2017 von der Glockengießerei Bachert in Karlsruhe). Als Besonderheiten am äußeren Bau sind ein vermauerter Stein mit der Inschrift „T Hans Merten 1572“ direkt neben dem Haupteingang und dicht unter dem nördlichen Dach ein Stein mit zwei Köpfen und Handwerker-Insignien zu erkennen. Ob diese Steine vom Vorgängerbau oder aus einer anderen Quelle stammen, lässt sich nicht mehr schlüssig klären. Bis 1869 war die Kirche ziegelgedeckt, dann – einschließlich des Turmobergeschosses – mit Schiefer. Im Jahre 2003 wurde die Turmkugel erneuert, 2007–2011 erfolgte eine Sanierung der Dachbalken. Von der Ausstattung sind zweigeschossige Emporen und eine auf Höhe der ersten Empore befindliche – 1870 hinzugefügte – Kanzel erwähnenswert. Die Orgel von Adam Eifert aus Stadtilm (um 1885) mit 13 Registern, zwei Manualen und Pedal ersetzte eine ältere, die der Stiefsohn von Johann Stephan Schmaltz, Ludwig Wilhelm Hähner aus Arnstadt erbaut hatte. Unsicher ist, ob Eifert vielleicht die Hähner-Orgel nur umgebaut hat.
- Auf beiden Seiten des Kircheingangs sind Gedenktafeln mit den Namen der in beiden Weltkriegen gefallenen und vermissten Soldaten eingelassen.
- Dorfplatz mit stattlichen Eichen und Linden
- Großer Teich östlich des bewehrten Kirchhofs, der mit zu dessen Schutz beitrug. Der ehemalige Teich, der nahe an der heutigen Straße lag, wurde zwischenzeitlich zugeschüttet. Mittlerweile ist im Rahmen einer Ausgleichsmaßnahme zum Ausbau der benachbarten Bundesautobahn ein neuer Teich hergestellt worden, welcher einige Meter weiter nördlich und damit weiter entfernt von der Straße liegt. Auf der Fläche des ehemaligen Teiches befindet sich heute ein Kinderspielplatz, welcher 2019 erneuert wurde.

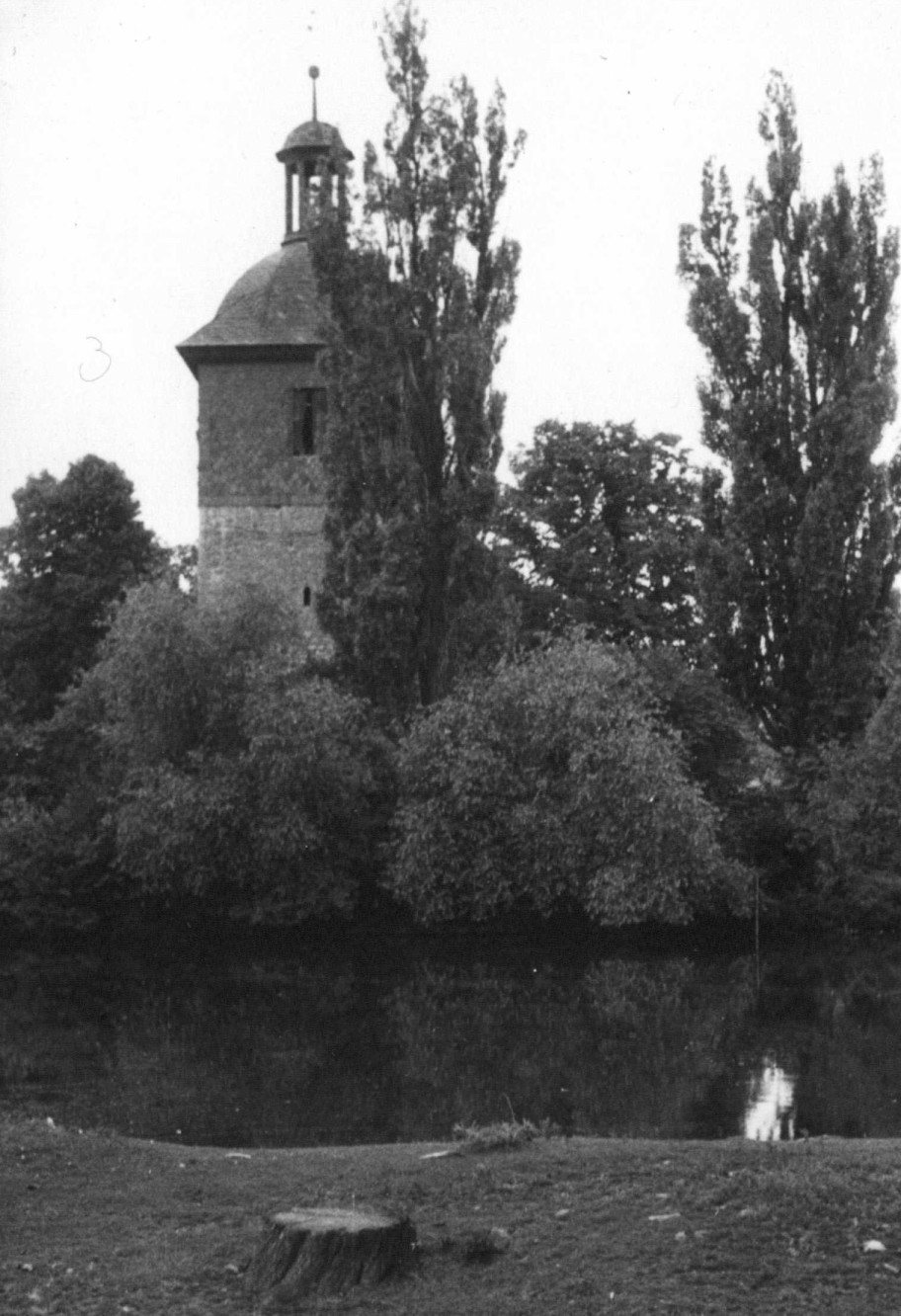
Kirche: historische Aufnahme von 1966 (der Teich wurde wenig später zugeschüttet)
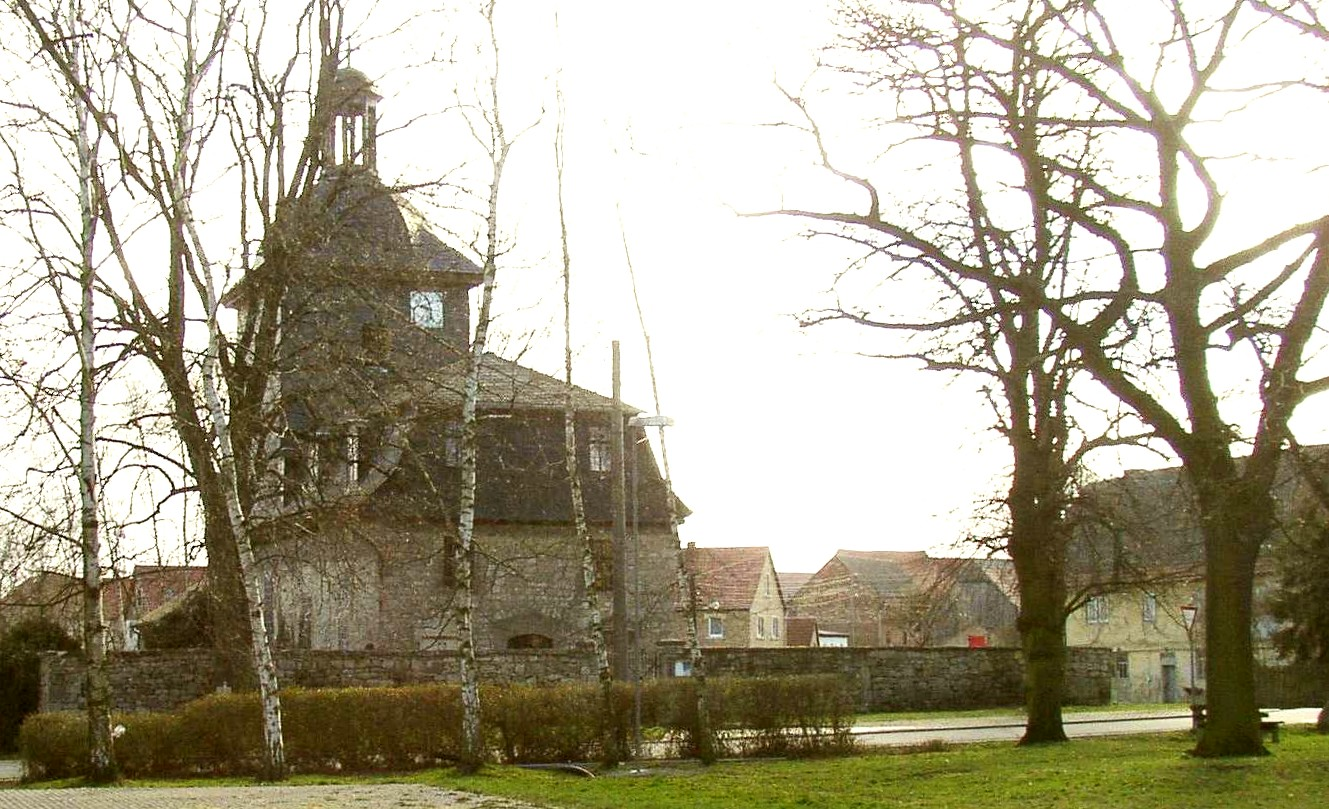
Kirche und Pfarrhaus (rechts)
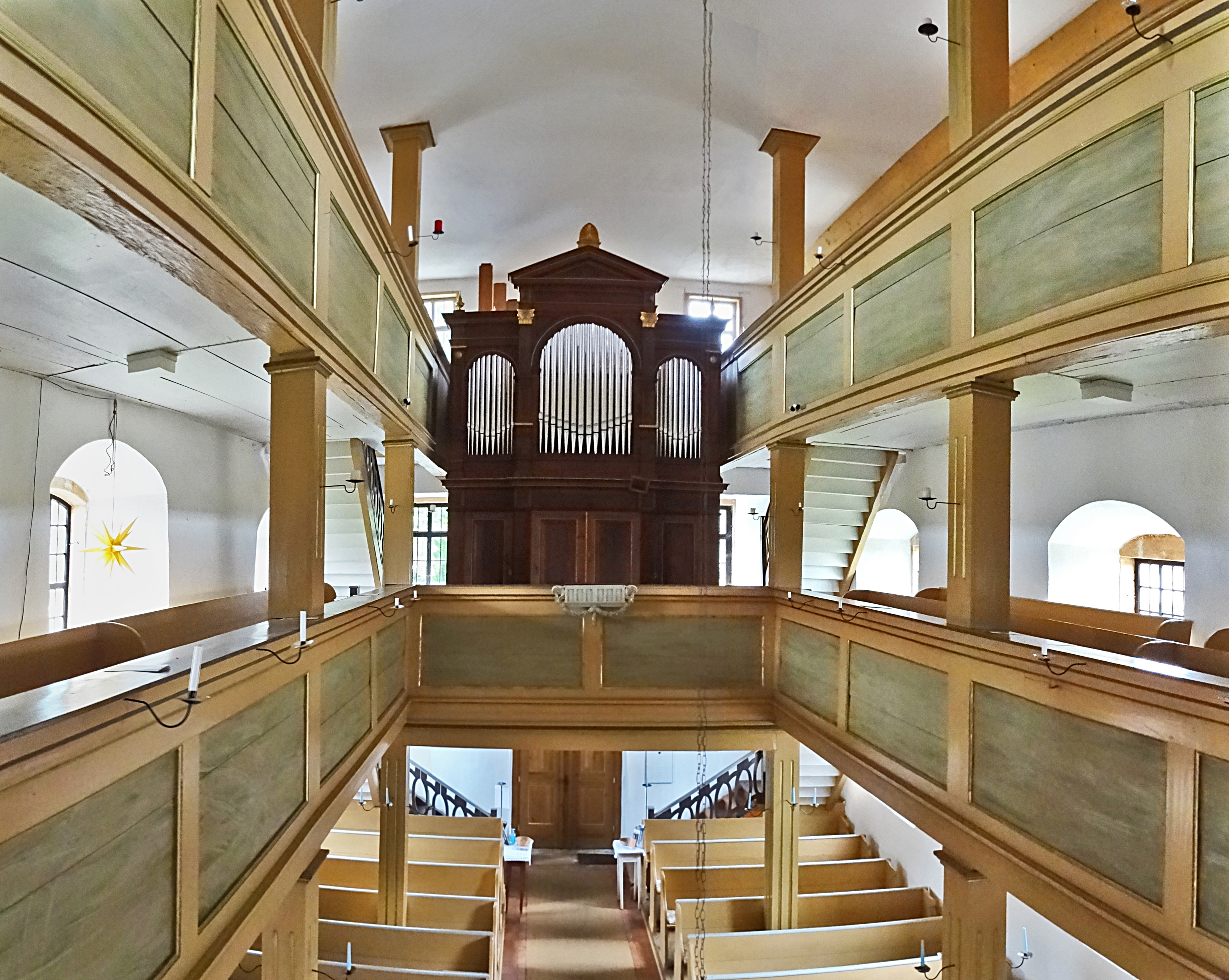
Kirche: Innenansicht
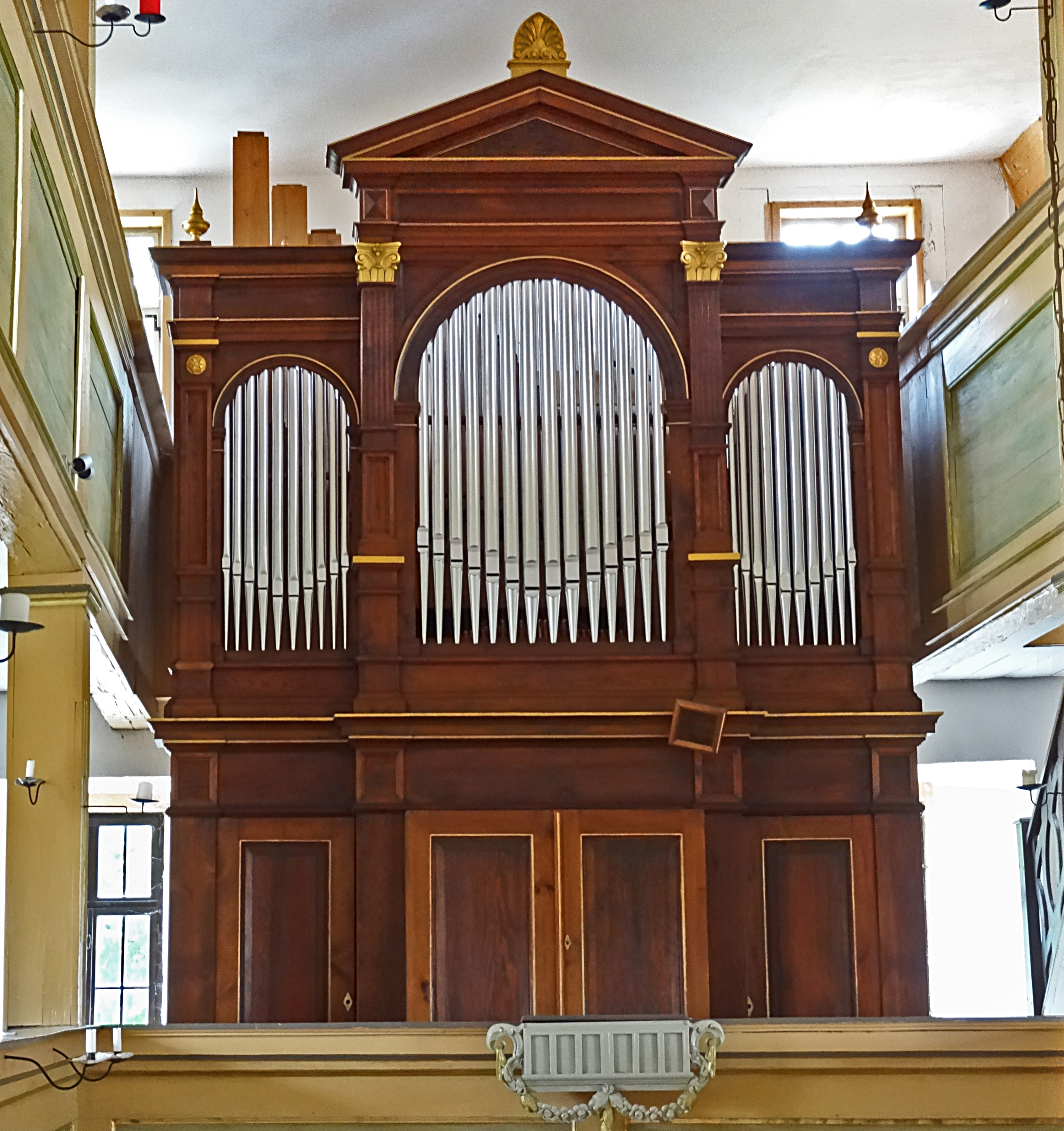
Kirche: Eifert-Orgel
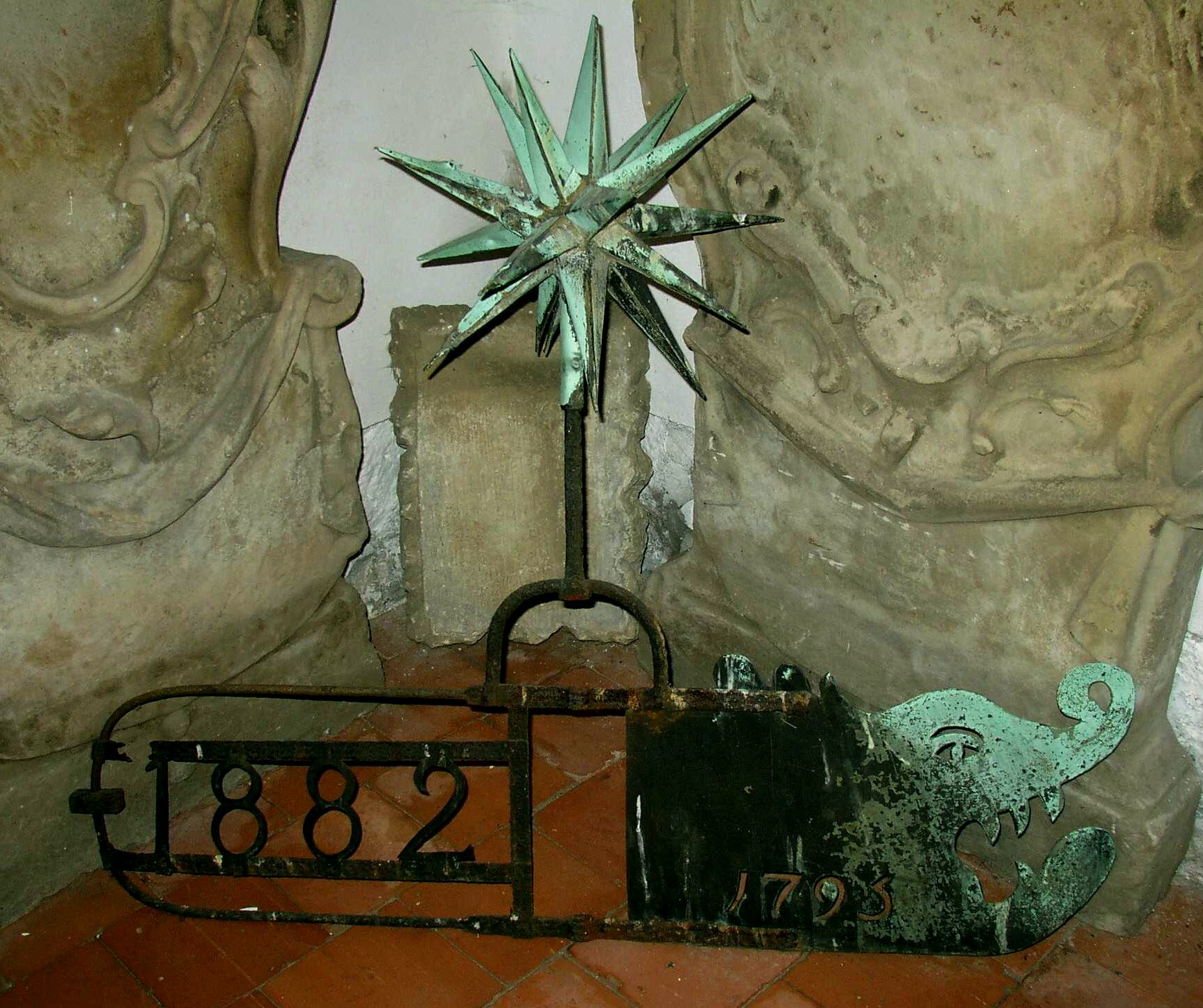
Kirche: Wetterfahne von 1795 (mit Ergänzung von 1882)
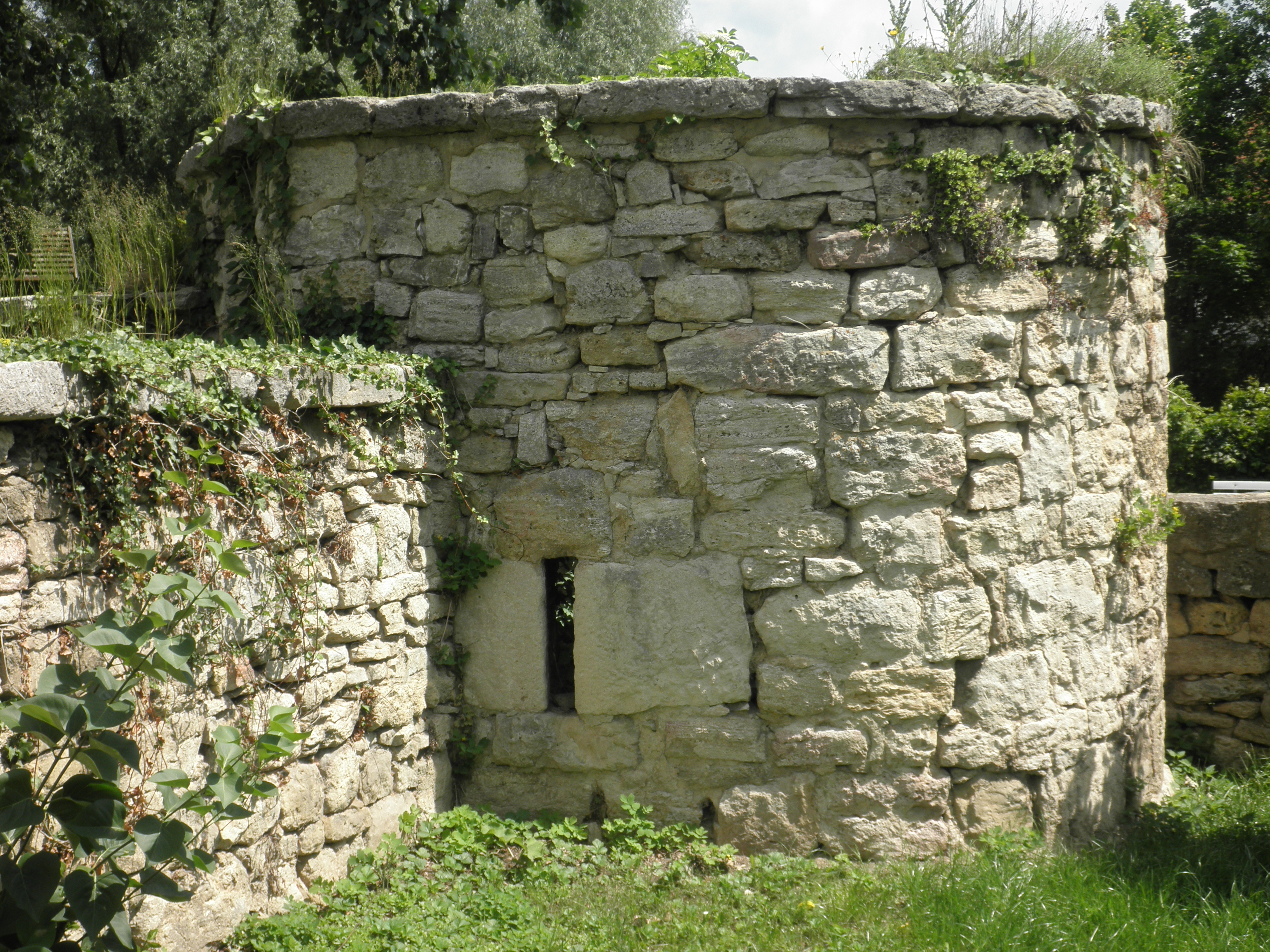
Eckturm in der Wehrmauer der Kirche in Milda
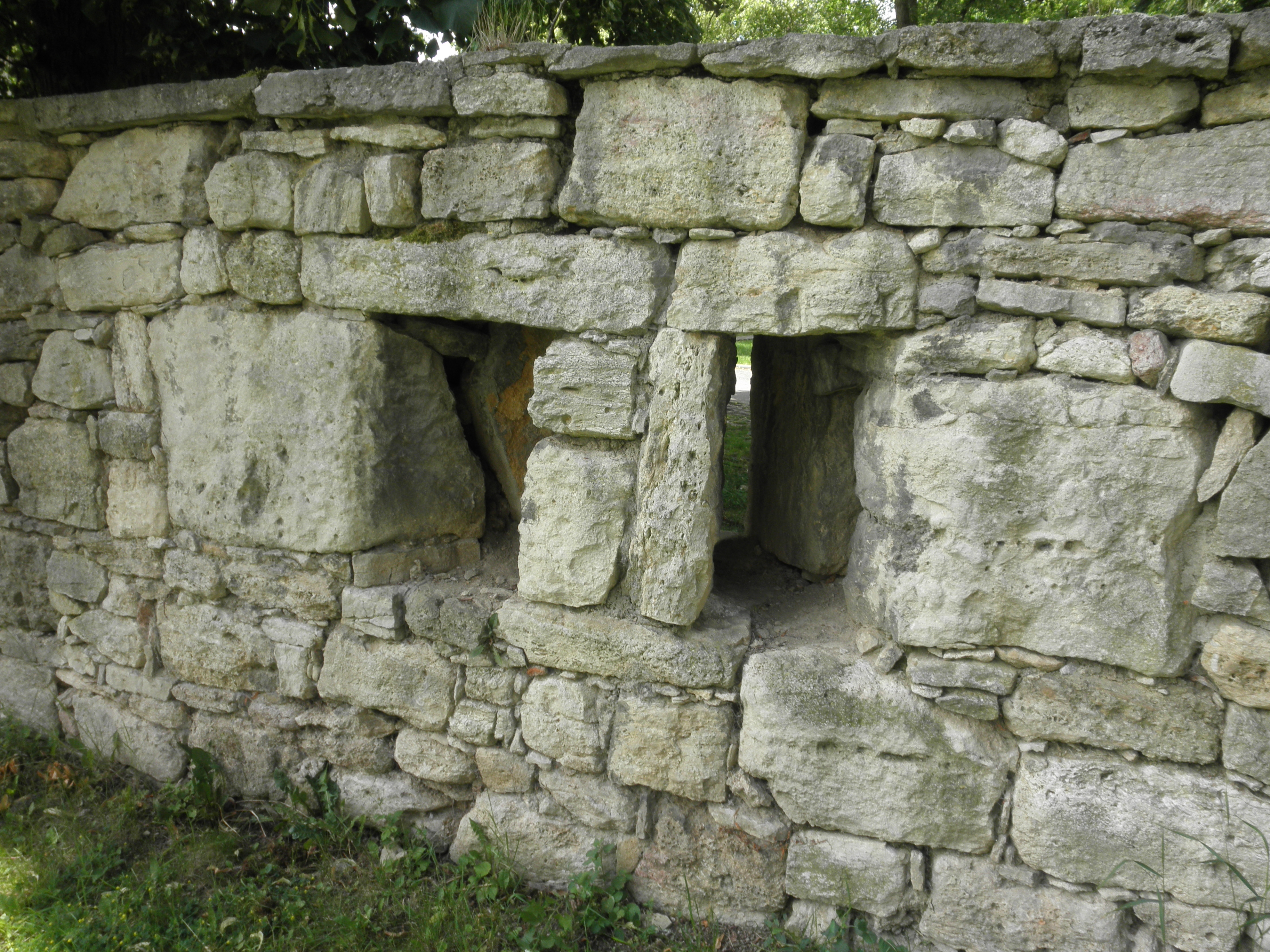
Kirchhofmauer mit Schießscharten in Milda
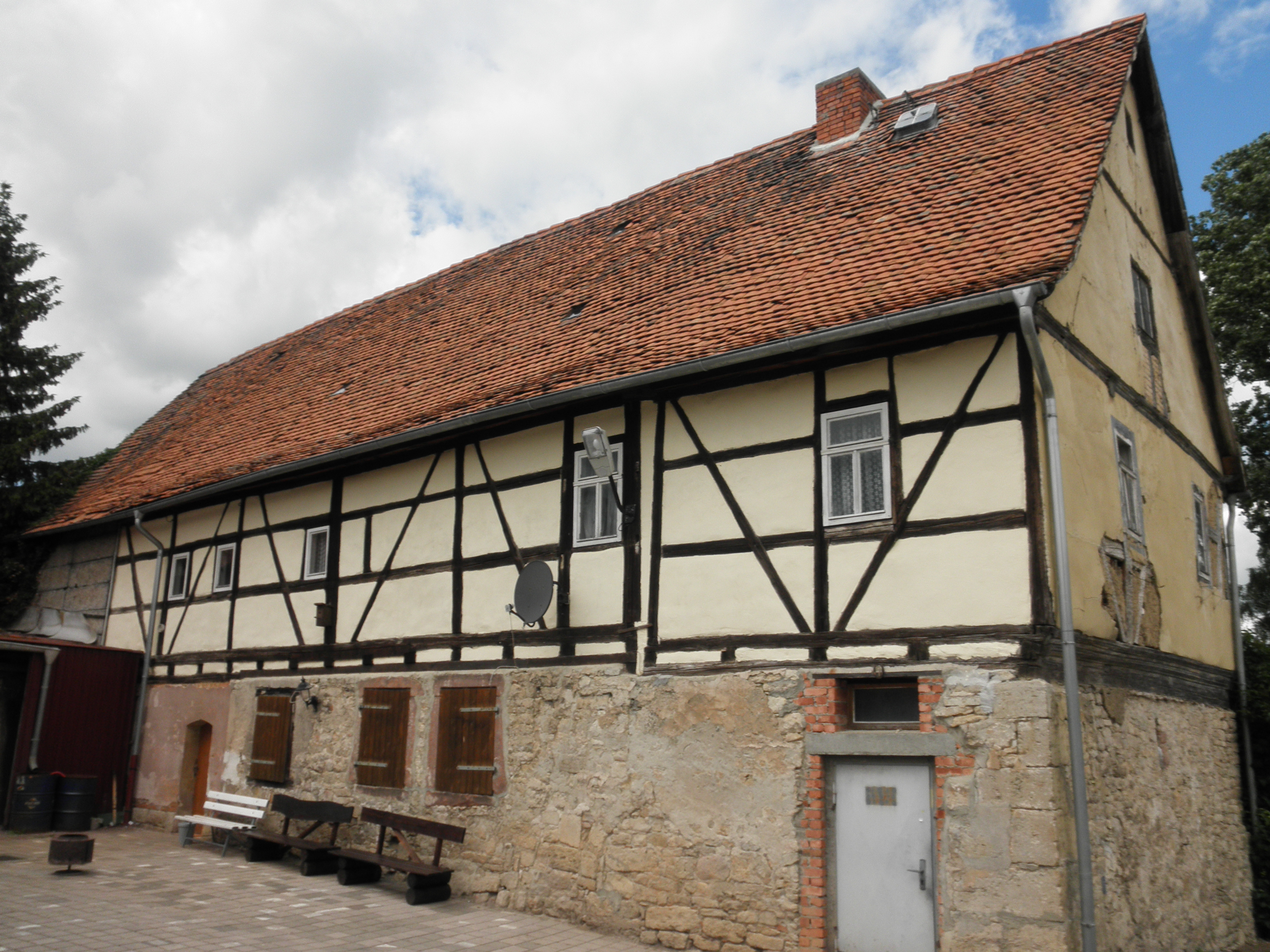
Früheres Pfarrhaus in Milda (Hofseite, 2012)

## Verkehr
Milda liegt wenige Kilometer entfernt von der nördlich verlaufenden Bundesautobahn 4 (Anschlussstelle 52, Bucha). Mit dieser verbunden ist Milda durch die Landesstraße 2309, die 2007 grundlegend neu ausgebaut wurde. Weitere Straßen gehen in die Richtungen Kahla und Blankenhain.